# 허각
허각(1984년 11월 15일 ~ )은 대한민국의 가수이다.

## 출연 작품

### 텔레비전 프로그램
- 2010년 Mnet 《슈퍼스타K 2》
- 2011년~ KBS2 《불후의 명곡 전설을 노래하다》
- 2012년 MBC 《하이킥! 짧은 다리의 역습》 (특별출연)
- 2013년 tvN 《히든싱어 2》 3990 임창정
- 2015년 Mnet 《칠전팔기 구해라》 (특별출연)
- 2015년 JTBC 《학교 다녀오겠습니다》
- 2016년 MBC 《미스터리 음악쇼 복면가왕》 정의의 로빈훗(우승)
- 2017년 MBC 《은밀하게 위대하게》

### 광고모델
- 2010년 삼성 갤럭시 탭 (슈퍼스타K2 TOP4)
- 2010년 코카콜라 제로
- 2010년 CJ그룹
- 2011년 KB국민카드

### 뮤직비디오
- 슈퍼스타K 2 TOP11 - The Dreamers
- 허각 - 언제나
- 허각, 존 박 - My Best
- 슈퍼스타K 2 TOP4 - Life is Tab
- 허각 - Life is Tab (Rock Ver.)
- 허각 - 1440
- 허각, 유승우 - 모노드라마
- 허각, 정은지 - 짧은 머리
- 허각, 정은지 - 이제 그만 싸우자
- 허각 - 그날을 내 등 뒤로

## 수상 경력
- 2010년 슈퍼스타K 2 우승

### 시상식
- 2010년 싸이월드 디지털 뮤직 어워드 SONG OF THE MONTH, ROOKIE OF THE MONTH ("언제나")[2]
- 2010년 제6회 세상을 밝게 만드는 사람들 방송부문
- 2011년 제4회 코리아드라마어워즈 OST상 ("나를 잊지 말아요")
- 2011년 제3회 멜론 뮤직 어워드 신인상 ("Hello")
- 2011년 제13회 Mnet 아시안 뮤직 어워드 남자 신인상 ("Hello")
- 2011년 제19회 대한민국 문화연예대상 신인부문 아이돌뮤직 최우수상
- 2011년 벅스 뮤직 어워드 베스트 솔로가수상, 올해의 발라드 ("Hello")
- 2012년 제26회 골든 디스크 디지털음원부문 신인상 ("Hello")
- 2012년 제1회 가온 차트 K-POP 어워드 솔로부문 남자 올해의 신인상 ("Hello")
- 2012년 제19회 대한민국연예예술상 남자 발라드가수상 ("나를 사랑했던 사람아")
- 2012년 제4회 멜론 뮤직 어워드 TOP10 ("나를 사랑했던 사람아")
- 2013년 제27회 골든 디스크 디지털음원부문 본상 ("나를 사랑했던 사람아")
- 2013년 제22회 하이원 서울가요대상 본상 ("나를 사랑했던 사람아")
- 2013년 제5회 멜론 뮤직 어워드 R&B/발라드부문 뮤직스타일상 ("모노드라마")
- 2014년 제29회 《골든 디스크》베스트 O.S.T상

### 가요 프로그램 1위
| 연도            | 수상 내역(총 3회) |
| --------------- | --- |
| 2011년 (총 3회) | - Hello (총 3회) - 9월 29일 M.net 《엠카운트다운》 1위 - 9월 30일 KBS 《뮤직뱅크》 K-Chart 1위 - 10월 1일 MBC 《쇼 음악중심》1위 |